# Marc Eberle
Marc Eberle (Aken, 3 juni 1980) is een Duitse voetballer.
Eberle begon in 1999 zijn profcarrière bij het Nederlandse Roda JC, maar kon daar niet doorbreken. Hij speelde voornamelijk in de Belgische tweede klasse, bij Patro Eisden, Dessel Sport, Koninklijke Heusden-Zolder en in Nederland bij VVV-Venlo. In 2006 speelde hij zes wedstrijden in eerste klasse, voor K. Lierse SK. Van 2007 tot 2009 kwam hij uit voor KVSK United Overpelt-Lommel maar in 2009 stapte hij transfervrij over naar het Cypriotische Aris Limassol. In de zomer van 2010 stapte Eberle over naar het Zuid-Afrikaanse Mpumalanga Black Aces dat dat seizoen uitkwam in de hoogste Zuid-Afrikaanse divisie, maar de rode lantaarn voor zich opeiste en degradeerde. 
In het seizoen 2011-2012 keerde Eberle weer terug naar Nederland en kwam uit voor 1e divisionist MVV Maastricht, waar hij herenigd werd met zijn oude trainer bij KVSK United Overpelt-Lommel, René Trost. Na het seizoen 2011-2012 besloot hij te stoppen met betaald voetbal en koos hij voor een maatschappelijke carrière. Als voetballer maakte hij de overstap naar topklasser EVV uit Echt. Van 2013 tot 2015 was hij speler van EHC. Hierna werd hij assistent-trainer van Dave Roemgens bij Germania Teveren waarvoor hij tevens nog als speler uitkwam.